# Кристиан Драпо
Кристиан Драпо (на френски: Christian Drapeau) е канадски биолог (физиолог и ботаник) от франко-канадски произход, работил в САЩ. Научните му изследвания са основно в областта на стволовите клетки, осигуряващи постоянното обновяване на организма.
Има над 20 публикации по генезиса на епилепсията и стволовите клетки. Автор е на книги, сред които са известните „Теорията за обновяване чрез стволови клетки“ (The Stem Cell Theory of Renewal Архив на оригинала от 2015-04-28 в Wayback Machine., Sutton Hart Press, 2009) и „Разгадаване на кода на стволовата клетка“ (Cracking the Stem Cell Code Архив на оригинала от 2016-10-18 в Wayback Machine., Sutton Hart Press 2010).
Следва висше образование в университета „Макгил“ (Université McGill) в родния му град Монреал, провинция Квебек, Канада. Завършва с дипломи за степените бакалавър по неврофизиология и магистър по неврология и неврохирургия (с изследвания в Монреалския неврологичен институт).
През 1990-те години като изследовател-ботаник и неврофизиолог е помолен да изследва научната обосновка за ползите от водораслите, наречени Афанизоменон флос-акве (АФА), които към онзи момент са само хипотези. Ползите за човешкото здраве са доказани, но не и обяснени. В началото на 2010-те години Драпо и екипът му изолират уникални компоненти, отговарящи за преимуществата на АФА. Това научно откритие дава възможност за разработка на добавки за организма.
Драпо е съосновател (2005) на базираната в САЩ, щата Калифорния корпорация Stemtech, която се фокусира върху разработки от науката за зрелите стволови клетки и стволово-клетъчното хранене. Той е главен научен директор на Stemtech и създател на няколко продукта, разработени за естествено увеличаване на произвежданите от организма стволови клетки и за тяхното движение и насочване в тялото. Stemtech има своя дъщерна компания „Стемтек“ ЕООД в София.
Напуска корпорацията Stemtech след 2015 г. и се завръща в родината си, където продължава научните си изследвания и научно-приложните си разработки в областта на стволовите клетки, изнася лекции.

## Книги
- ((fr)) J’apprends à apprendre (1996, Editions de Mortagne; преведена на португалски, италиански, английски, испански, румънски, немски, полски)
- ((en)) Learning can be fundamental (1997, Knowlton, Apsley, & McCrickard)
- ((en)) Primordial Food (2003, Unity International)
- ((en)) How Amazon Herbs Work in the Body (2003, Unity International)
- ((en)) The Stem Cell Theory of Renewal: Demystifying the Most Dramatic Scientific Breakthrough of Our Time (2009, Sutton Hart Press; преведена на български)
- ((en)) Cracking the Stem Cell Code (2010, Sutton Hart Press; преведена на български)
- ((fr)) Le pouvoir insoupçonné des cellules souches (2010, Les Éditions de l'Homme)